# Antonio Augusto Intreccialagli
Antonio Augusto Intreccialagli (Monte Compatri, 18 februari 1852 – Monreale, 19 september 1924) was een Rooms prelaat in het koninkrijk Italië. 
Hij was lid van de orde der Ongeschoeide karmelieten. In Sicilië was hij bisschop van Calatanissetta, titulair aartsbisschop van Sardica en aartsbisschop van Monreale. Intreccialagli is in de Roomse Kerk Eerbiedwaardig verklaard; in Sicilië is zijn bijnaam il vescovo santo of de heilige bisschop.

## Levensloop
Intreccialagli groeide op in Monte Compatri, een gemeente nabij Rome, dat destijds de hoofdstad was van de Kerkelijke Staat. 
In 1867 trad Intreccialagli toe tot de Orde der Ongeschoeide karmelieten in Rome. Zijn kloosternaam was Antonio di Gesù. Tijdens zijn studies theologie en filosofie werd de Kerkelijke Staat afgeschaft; na de inname van Rome ging ze op in het koninkrijk Italië (1870). Bij de tijdelijke afschaffing van de kloosters verbleef hij met de andere kloosterlingen in de paardenstallen van het Palazzo Farnese. Het was een periode waarin hij zware armoede kende. In 1875 werd hij tot priester gewijd. Hij rondde zijn studies af.
Van 1875 tot 1907 was hij kloosterling bij de Ongeschoeide karmelieten. In de jaren 1880 was hij tweemaal prior van het klooster Santa Maria della Scala in Rome. Hij promoveerde in 1891 tot provinciaal overste van de orde voor de kerkprovincie Rome. Paus Pius X stelde hem bovendien aan als apostolisch visitator bij de Salvatorianen. 
In 1907 had Intreccialagli kans om verkozen te worden tot generaal-overste van de orde. Pius X steunde zijn kandidatuur. De orde verkoos iemand anders. Diezelfde avond benoemde Pius X Intreccialagli tot bisschop van Caltanissetta, op Sicilië. Hij gaf er lezingen aan leken. Bij de emigratie van grote groepen armen naar de Verenigde Staten, betaalde hij de haventaksen. Gelovigen riepen naar hem met de kreet heilige bisschop of vescovo santo wanneer ze hem om financiële hulp bedelden.
Pius X vroeg hem het werk in Caltanissetta te combineren met het bestuur van het aartsbisdom Monreale. Aartsbisschop Domenico Gaspare Lancia di Brolo was er te ziek voor het bestuur. Intreccialagli pendelde vanaf 1911 tussen Caltanissetta en Monreale als apostolisch administrator van Caltanissetta. Vanaf 1914 beval Pius X dat Monreale voltijds door hem bestuurd moest worden. Intreccialagli gehoorzaamde met de benoeming te aanvaarden van coadjutor van Monreale met recht van opvolging. Pius X verhief hem tot aartsbisschop met de eretitel titulair aartsbisschop van Sardica (1914); Sardica is een voormalig aartsbisdom met zetel in Sofia, Bulgarije. 
Na het overlijden van Lancia di Brolo ontving Intreccialagli de benoeming van aartsbisschop van Monreale (1919). Ondanks een zware ziekte voerde hij pastorale bezoeken uit. Hij stierf in 1924. Van over heel Sicilië kwamen gelovigen naar de begrafenis. Hij kreeg een praalgraf in de Cappella del Santissimo Sacramento in de dom van Monreale.
Paus Johannes Paulus II verklaarde hem in 1992 Eerbiedwaardig.